# إد لينوكس
إد لينوكس (بالإنجليزية: Ed Lennox) هو لاعب كرة قاعدة أمريكي، ولد في 3 نوفمبر 1883 في كامدن في الولايات المتحدة، وتوفي بنفس المكان في 26 أكتوبر 1939.

## وصلات خارجية
- إد لينوكس على موقع دوري كرة القاعدة الرئيسي (الإنجليزية)
- إد لينوكس على موقعبيزبول رفرنس.كوم (الدوري الرئيسي) (الإنجليزية)
- إد لينوكس على موقعبيزبول رفرنس.كوم (الدوري الثانوي) (الإنجليزية)